# Westfield CENTRO
Westfield Centro – centrum handlowe w Oberhausen, w Niemczech. Stanowi część kompleksu komercyjnego "Neue Mitte".
Budowa centrum była kontrowersyjna, ponieważ przedsiębiorcy z pobliskich dzielnic obawiali się utraty miejsc pracy związku z otwarciem nowego centrum handlowego.